# David Morgon
Pour les articles homonymes, voir Morgon (homonymie).
David Morgon, nom de plume de Christian J. Mandon, né le 30 novembre 1941 à Saint-Étienne et mort le 29 mai 2008 à Saint-Chamond, est un écrivain français, auteur de roman policier.

## Biographie
Professeur de lettres, il utilise le nom de son héros pour signer cette série de trente-six romans. David Morgon est un détective privé lyonnais, mais également un fin gourmet et un amateur de grands vins. Chaque roman contient une recette de cuisine.
Pour le Dictionnaire des littératures policières, « dans ses enquêtes, communes mais divertissantes, Morgon est plus un observateur qu'un justicier ».

## Œuvre

### Romans

#### SérieDavid Morgon
Tous ses romans sont publiés dans la collection Spécial Police des éditions du Fleuve noir.
- La Dame d'Arles no 1126 (1974)
- Le Revenant de la Toussaint no 1141 (1974)
- La Sirène du Vieux-Port no 1157 (1974)
- Passage des gloriettes no 1171 (1974)
- Le Scandale Gantry no 1201 (1975)
- La Captive de Vérone no 1220 (1975)
- La Bête de Meyrande no 1239 (1976)
- Le Pagnot no 1253 (1976)  (ISBN 2-265-00012-4)
- Au service de la Générale no 1264 (1976)  (ISBN 2-265-00068-X)
- La Belle du Caladois no 1287 (1976)  (ISBN 2-265-00166-X)
- Le Pendu des basses villes no 1305 (1977)  (ISBN 2-265-00238-0)
- Tirez le premier, Monsieur le Ministre no 1327 (1977)  (ISBN 2-265-00341-7)
- 120 carats pour un tombeau no 1339 (1977)  (ISBN 2-265-00370-0)
- Le Manoir des veuves no 1369 (1977)  (ISBN 2-265-00499-5)
- Le Puits de la vierge no 1392 (1978)  (ISBN 2-265-00590-8)
- L'Empire des Vialard no 1407 (1978)  (ISBN 2-265-00648-3)
- Le Cas Caussade no 1431 (1978)  (ISBN 2-265-00754-4)
- La Dernière Star no 1474 (1979)  (ISBN 2-265-00930-X)
- Le Djighit no 1492 (1979)  (ISBN 2-265-01006-5)
- Le Prix d'un privé no 1504 (1979)  (ISBN 2-265-01054-5)
- L'Ami d'enfance no 1511 (1979)  (ISBN 2-265-01075-8)
- Mort d'un loufiat no 1542 (1980)  (ISBN 2-265-01180-0)
- La Dame noire no 1569 (1980)  (ISBN 2-265-01290-4)
- Il faut mourir à point no 1595 (1980)  (ISBN 2-265-01426-5)
- La Grande Purge no 1638 (1981)  (ISBN 2-265-01599-7)
- Maîtres chanteurs en fleurs no 1699 (1982)  (ISBN 2-265-01866-X)
- Une ombre au tableau no 1741 (1982)  (ISBN 2-265-02040-0)
- Monaco gigolo no 1749 (1982)  (ISBN 2-265-02067-2)
- Fleur de zup no 1761 (1982)  (ISBN 2-265-02120-2)
- La Morte de Bruges no 1840 (1983)  (ISBN 2-265-02446-5)
- Adorables Victimes no 1860 (1984)  (ISBN 2-265-02526-7)
- Otsanda no 1920 (1985)  (ISBN 2-265-02866-5)
- Momies maudites no 2008 (1986)  (ISBN 2-265-03323-5)
- Carton rouge no 2019 (1986)  (ISBN 2-265-03387-1)
- Allée du Crêt-de-Roc no 2033 (1987)  (ISBN 2-265-03462-2)
- La Croix des drailles no 2046 (1987)  (ISBN 2-265-03534-3)

### Bande dessinée

#### Scénario signé Christian Mandon
- Le Rubis de la vie, dessin de Jean-François Biard, Magic Strip (1985)  (ISBN 2-8035-0118-X)